# Didier Decoin

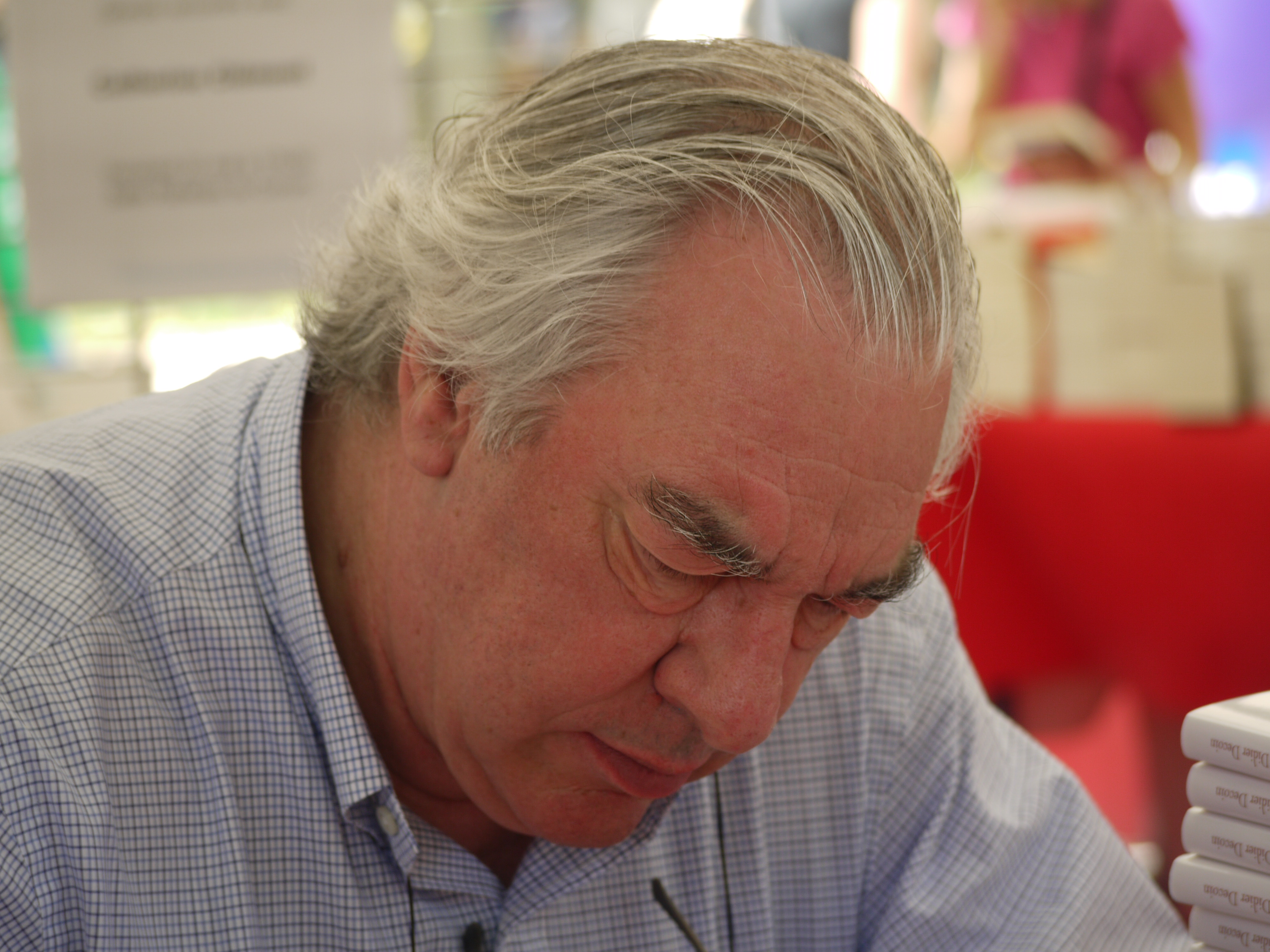
Didier Decoin

Didier Decoin (Boulogne-Billancourt, 13 maart 1945) is een Franse scenarist en schrijver. 
Hij begon zijn carrière als journalist bij France-Soir, maar schreef ook voor Le Figaro en het magazine VSD. Hij leverde ook materiaal voor de Franse radiozender Europe 1.
Als schrijver debuteerde hij in 1965 met Le Procès à l'amour. Een twintigtal romans staan intussen op zijn naam. In 1977 ontving hij de Prix Goncourt voor zijn boek John l'Enfer.
Hij is eveneens actief als scenarist voor langspeelfilms en televisiewerk. Zijn scenario voor Hors-la-vie uit 1991 van Maroun Bagdadi leverde hem een speciale vermelding op van het filmfestival van Cannes. Meerdere televisieseries werden door hem geschreven. Voor zijn Le Comte de Monte Cristo kreeg hij in 1999 de "Sept d'Or" voor het beste scenario.

## Oeuvre

### Romans
- Le Procès à l'Amour (Seuil, 1966)
- La Mise au monde (Seuil, 1967)
- Laurence (Seuil, 1969) - onderscheiden met de Max-Barthou-Prijs van de Académie française in 1970
- Elisabeth ou Dieu seul le sait (Seuil, 1970) – de Juryprijs van de Claire-Virenque Prijs van de Académie française in 1971
- Abraham de Brooklyn (Seuil, 1971)
- Ceux qui vont s'aimer (Seuil, 1973)
- Un policeman (Seuil, 1975)
- La dernière Troïka (Ariane, 1976)
- John l'Enfer (Seuil, 1977) – onderscheiden met de Prix Goncourt
- La Dernière Nuit (Balland, 1978)
- L'Enfant de la mer de Chine (Seuil, 1981 )
- Les Trois Vies de Babe Ozouf (Seuil, 1983)
- Autopsie d'une étoile (Seuil, 1987)
- Meurtre à l'anglaise (Mercure de France, 1988)
- La Femme de chambre du Titanic (Seuil, 1991)
- Lewis et Alice (Laffont, 1992)
- Docile (Seuil, 1994)
- La Promeneuse d'oiseaux (Seuil, 1996)
- La Route de l'aéroport (Fayard, 1997)
- Louise (Seuil, 1998)
- Madame Seyerling (Seuil, 2002)
- Avec vue sur la Mer (Nil Editions, 2005) – onderscheiden met de Prijs van Cotentin 2005 en de Livre-et-Mer-Henri-Queffélec-Prijs 2006
- Henri ou Henry : le roman de mon père (Stock, mei 2006)
- Est-ce ainsi que les femmes meurent (Grasset, februari 2009)
- Une anglaise à bicyclette (Stock, 2011)
- La Pendue de Londres (Grasset, mei 2013)
- Le Bureau des jardins et des étangs (Stock, januari 2017) ISBN 978-2-234-07475-0

### Verhalen
- Il fait Dieu (Julliard 1975, herdruk Fayard 1997)
- La Nuit de l'été (naar de film van J.C. Brialy, Balland 1979)
- La Bible racontée aux enfants (Calmann-Levy)
- Il était une joie... Andersen (Ramsay, 1982)
- Béatrice en enfer (Lieu Commun, 1984 )
- L'Enfant de Nazareth (in samenwerking met Marie-Hélène About, Nouvelle Cité, 1989)
- Elisabeth Catez ou l'Obsession de Dieu (Balland, 1991)
- Jésus, le Dieu qui riait (Stock, 1999)
- Dictionnaire amoureux de la Bible, met illustraties van Audrey Malfione (Plon, 2009)
- Je vois des jardins partout (JC Lattès, 2012)
- Dictionnaire amoureux des faits divers (Plon, 2014)

### Collectieve werken
- La Hague, in samenwerking met Natacha Hochman (Isoète, 1991)
- Cherbourg, in samenwerking met Natacha Hochman (Isoète, 1992)
- Presqu'île de lumière, in samenwerking met Patrick Courault  (Isoète, 1996)
- Sentinelles de lumière, in samenwerking met Jean-Marc Coudour  (Desclée de Brouwer, 1997)

### Theater
- Une chambre pour enfant sage, in de uitvoering van Pierre Vielhescaze, Théâtre Tristan Bernard.

### Nederlandse vertalingen
- Le Bureau des jardins et des étangs is tot nu toe het enige werk van Decoin dat in het Nederlands vertaald is, onder de titel Vissen voor de keizer (2018), door Martine Woudt, Uitgeverij J.M.Meulenhoff, Amsterdam. Een jonge weduwe heeft op zich genomen om de laatste karpers uit de rivier over te brengen naar de vijvers van de keizer. Een avontuurlijke reis met veel details over het leven in Japan rond het jaar 1000.

- Bibsys: 90209444
- Biblioteca Nacional de España: XX915153
- Bibliothèque nationale de France: cb11899032b (data)
- CiNii: DA0323801X
- Gemeinsame Normdatei: 119365421
- International Standard Name Identifier: 0000 0001 1019 6615
- Library of Congress Control Number: n50040442
- Bibliotheek van het Japanse parlement: 00437539
- Nationale Bibliotheek van Tsjechië: xx0030560
- Nationale bibliotheek van Australië: 35034509
- Nationale Bibliotheek van Israël: 987007260336705171
- Nationale en Universitaire bibliotheek Zagreb: 000594957
- Nederlandse Thesaurus van Auteursnamen: 068371284
- Réseau des bibliothèques de Suisse occidentale: 02-A003163020
- Istituto Centrale per il Catalogo Unico: RAVV015143
- SNAC: w6vx8322
- Système universitaire de documentation: 026816628
- Virtual International Authority File: 9659
- WorldCat: E39PBJfGRyDhYpbbDkMTqgqvpP